# Пойнт-Аргуельо
34°37′00″ пн. ш. 120°36′00″ зх. д. / 34.616666666667° пн. ш. 120.6° зх. д.
Пойнт-Аргуельо (Point Arguello) — центр випробувань ракетної техніки і район запуску зондуючіх ракет. Розташований на території штату Каліфорнія, США. Експлуатується з 1959 року. Разом з іншими стартовими комплексами і допоміжними об'єктами, які розташовувалися на базі в Ванденберзі, Пойнт-Мугу і на прилеглих островах в Тихому океані утворював Західний випробувальний полігон (Western Range). 1 липня 1964 року був територіально приєднаний до бази Ванденберг.

## Запуски
Ракети, внесені до списку курсивом, були запущені з комплексу після його передачі до бази Ванденберг у 1964 році.
| Оригінальна назва | Позначення (VAFB, з 1966) | Ракети                                           | Примітки |
| ----------------- | ------------------------- | ------------------------------------------------ | -------- |
| LC-1-1            | SLC-3W                    | Atlas-Agena Thor-Agena Thorad-Agena Atlas E/F    |          |
| LC-1-2            | SLC-3E                    | Atlas-Agena Atlas E/F Atlas H Atlas IIAS Atlas V |          |
| LC-2-3            | SLC-4W                    | Atlas-Agena Titan IIIB Titan 23G                 |          |
| LC-2-4            | SLC-4E                    | Atlas-Agena Titan IIID Titan 34D Titan IV        |          |
| LC-A              | N/A                       | Sounding rockets                                 |          |
| LC-B              | N/A                       | Sounding rockets                                 |          |
| LC-C              | PLC-C                     | Sounding rockets                                 |          |
| LC-D              | SLC-5                     | Scout                                            |          |